# 許完
許完（1477年—？），字綱之，直隸丹徒縣民籍，明朝政治人物。

## 生平
弘治十四年（1501年）辛酉科應天府鄉試第五十五名舉人。弘治十八年（1505年）中式乙丑科會試第四十二名，三甲第五十八名進士。正德初任浙江蘭溪縣知縣。

## 成就
弘治六年（1493年），兰溪知县王倬有感于兰溪“素称望县而文献不足”，遂邀大儒章懋、郑锜为主纂，纂成五卷县志草稿，未及删定，王倬调任，刊刻中辍。正德五年（1510年），许完任知县，从章懋处取来原稿，亲自校订，捐俸付梓。即正德《兰溪县志》。

## 家族
曾祖許景德；祖父許廷□；父許□，母蔣氏。具慶下。